# Oedaspis perkinsi
Oedaspis perkinsi är en tvåvingeart som beskrevs av Hardy och Drew 1996. Oedaspis perkinsi ingår i släktet Oedaspis och familjen borrflugor. Inga underarter finns listade i Catalogue of Life.